# European Journal of Cardiovascular Prevention and Rehabilitation
European Journal of Cardiovascular Prevention and Rehabilitation was een internationaal peer-reviewed wetenschappelijk tijdschrift op het gebied van de cardiologie. Het werd in 2012 voortgezet onder de naam European Journal of Preventive Cardiology.
De naam wordt in literatuurverwijzingen meestal afgekort tot Eur. J. Cardiovasc. Prev. Rehabil.